# Zinkwolframat
Zinkwolframat ist eine anorganische chemische Verbindung des Zinks aus der Gruppe der Wolframate.

## Vorkommen
Zinkwolframat kommt in der Natur in Form des Minerals Sanmartinit vor.

## Gewinnung und Darstellung
Zinkwolframat kann durch Reaktion von Natriumwolframat mit Zinksalzlösungen wie Zink(II)-chlorid oder Zinknitrat gewonnen werden.
{\displaystyle \mathrm {Na_{2}WO_{4}+ZnCl_{2}\longrightarrow ZnWO_{4}\downarrow +\ 2\ NaCl} }

## Eigenschaften
Zinkwolframat ist ein weißer Feststoff, der praktisch unlöslich in Wasser ist. Er besitzt eine monokline Kristallstruktur vom Wolframittyp mit der Raumgruppe P2/c (Raumgruppen-Nr. 13). Bei sehr hohen Drücken über 30 GPa erfolgt eine Phasenänderung zu einer Kristallstruktur vom β-Fergusonittyp.

## Verwendung
Zinkwolframat wird als Zwischenprodukt zur Herstellung von Arzneistoffen und als Material für Szintillatoren verwendet.